# Africada glótica surda
A africada glótica surda é um tipo de som consonantal, usado em algumas línguas faladas. Os símbolos no Alfabeto Fonético Internacional que representam este som são ⟨ʔ͡h⟩ e ⟨ʔ͜h⟩, e o símbolo X-SAMPA equivalente é ?_H. A barra de ligação pode ser omitida, resultando em ⟨ʔh⟩ no IPA e ?H no X-SAMPA.

## Características
- Sua forma de articulação é africada, o que significa que é produzida primeiro interrompendo totalmente o fluxo de ar, depois permitindo o fluxo de ar através de um canal restrito no local de articulação, causando turbulência.[1]
- Seu local de articulação é glótico, o que significa que é articulado nas e pelas cordas vocais (pregas vocais).[1]
- Sua fonação é surda, o que significa que é produzida sem vibrações das cordas vocais.[1]
- Em alguns idiomas, as cordas vocais estão ativamente separadas, por isso é sempre sem voz; em outras, as cordas são frouxas, de modo que pode assumir a abertura de sons adjacentes.[1]
- É uma consoante oral, o que significa que o ar só pode escapar pela boca.[1]
- É uma consoante central, o que significa que é produzida direcionando o fluxo de ar ao longo do centro da língua, em vez de para os lados.[1]
- O mecanismo da corrente de ar é pulmonar, o que significa que é articulado empurrando o ar apenas com os pulmões e o diafragma, como na maioria dos sons.[1]

## Ocorrência
| Língua | Língua                 | Palavra | AFI     | Significado | Notas                                                      |
| ------ | ---------------------- | ------- | ------- | ----------- | ---------------------------------------------------------- |
| Chinês | Dialeto Yuxi           | 可      | [ʔ͡ho˥˧] | Pode        | Corresponde a /kʰ/ no chinês padrão                        |
| Inglês | Received Pronunciation | hat     | [ʔ͡haʔt] | Chapéu      | Possível alofone de /h/, especialmente em sílabas tônicas. |